# Juan Álvarez de Almorox
Juan Álvarez de Almorox (hacia 1470-Toledo, 21 de noviembre de 1551) fue un compositor musical español del Renacimiento.

## Biografía
Durante los años de 1482 y 1510 estuvo al servicio del rey Fernando el Católico en la Catedral de Segovia y se conservan varias de sus composiciones, una de ellas una misa a tres voces que es calíficada como una de las maravillas del contrapunto.